# Saarska nogometna reprezentacija
Saarska nogometna reprezentacija je u športu nogometu predstavljala protektorat Saarsku, njemačku pokrajinu koja je bila odvojena od Njemačke od 1950. do 1956., kada je bila pod francuskim protektoratom.

## Povijest
Bila je jednom od triju njemačkih poslijeratnih reprezentacija, pored SR Njemačke i DR Njemačke. 
Odigrala je samo 19 susreta, od kojih je 10 bilo s "B" momčadima. Ipak, sudjelovala je na kvalifikacijama za svjetsko prvenstvo 1954. 

Legendarni trener Helmut Schön je bio vodio Saarsku od 1952., sve dok ista nije postala dijelom SR Njemačke 1957.

## Nastupi na SP-ima
- 1950. - zabrana nastupa
- 1954. - nisu se kvalificirali

### Nacionalna himna
- Saarska nije prije imala službenu nacionalnu himnu, tako da njihov prvi međunarodni nastup 1950. protiv Švicarske je bio razlogom za uzdizanje pjesme "Ich weiß, wo ein liebliches, freundliches Tal" na razinu službene saarske himne.

## Vanjske poveznice
- RSSSF arhiva rezultata
- RSSSF-ovi podatci Međunarodni nastupi igrača